# Francesco Solari
Pour les articles homonymes, voir Famille Solari.
Francesco Solari (Carona, 1415 - Milan, 1469) est un sculpteur, un peintre, un architecte italien du XVe siècle de la famille d'artistes italiens des Solari, le fils de Giovanni Solari et le frère de Guiniforte Solari.

## Biographie
Francesco Solari est connu pour ses travaux de la décoration de l'église de la villa de Castiglione Olona, à la cathédrale de Milan, et à la chartreuse de Pavie, où il dirige les travaux.
À partir de 1460 il est le maître de Giovanni Antonio Amadeo qui devint également son gendre.